# Darrell
Darrell ist ein englischer männlicher Vorname. Ursprünglich war es ein Familienname, der jemanden bezeichnete, der aus dem französischen Ort Airelle stammte. Als Varianten des Vornamens treten u. a. Daryl und Darryl auf.

## Namensträger

### Vorname
- Darrell Amyx, US-amerikanischer Archäologe
- Darrell Armstrong, US-amerikanischer Basketballspieler
- Darrell Chambers, US-amerikanischer Boxer
- Darrell Crooks (1957/58–2022), US-amerikanischer Gitarrist
- Darrell Dexter, kanadischer Politiker
- Darrell Green (Musiker) (* ≈1994), US-amerikanischer Jazzmusiker
- Darrell Griffith, US-amerikanischer Basketballspieler
- Darrell Issa, US-amerikanischer Politiker
- Darrell McCall, US-amerikanischer Country-Sänger
- Darrell Pace, US-amerikanischer Bogenschütze
- Darrell Russell, US-amerikanischer Footballspieler
- Darrell Waltrip, US-amerikanischer Rennfahrer

### Familienname
- Peter Darrell, englischer Choreograph
- Steve Darrell (1904–1970), US-amerikanischer Schauspieler

### Künstlername
- Dimebag Darrell (Darrell Lance Abbott; 1966–2004), US-amerikanischer Gitarrist